# Авапеса
Авапеса (фр. Avapessa) насеље је и општина у Француској у региону Корзика, у департману Горња Корзика која припада префектури Калви.
По подацима из 2011. године у општини је живело 81 становника, а густина насељености је износила 24,62 становника/km². Општина се простире на површини од 3,29 km². Налази се на средњој надморској висини од 150 метара (максималној 800 m, а минималној 173 m).

## Демографија
| 1962. | 1968. | 1975. | 1982. | 1990. | 1999. | 2011. |
| ----- | ----- | ----- | ----- | ----- | ----- | ----- |
| 39    | 73    | 70    | 57    | 65    | 65    | 81    |

График промене броја становника у току последњих година